# Jaume Fort
Jaume Fort Mauri  (nacido el 25 de julio de 1966 en Cardedeu, España) ha sido un jugador de balonmano español de la Liga Asobal, ocupando la posición de portero. 
Una vez retirado del balonmano profesional entrena a jóvenes en su localidad, tiene una empresa de servicios deportivos a clubes y entidades deportivas, comercializa el software K-Statistics Handball de la empresa Kinetical, hace clínics para porteros, está en la comisión de atletas de la IHF y ha sido presidente de la Asociación de Jugadores de Balonmano (AJBM). En 2017 se presentó a la Presidencia de la Federació Catalana d'Handbol con el grupo de trabajo Handbol Som Tots donde ganó por 55 votos a favor por delante de los 46 de Puigrodón convirtiéndose así en Presidente de la F.C.H. 

## Trayectoria
- BM Cardedeu
- 1986-90  BM Granollers
- 1990-94  BM Alzira Avidesa
- 1994-99  BM Cantabria
- 1999-01  TBV Lemgo
- 2001-04  Frisch Auf Göppingen
- 2004-05  BM Ciudad Real
- 2007-08  BM Cardedeu (veteranos)

## Premios, reconocimientos y distinciones
- Medalla de Plata de la Real Orden del Mérito Deportivo, otorgada por el Consejo Superior de Deportes (1999)

## Palmarés selección
- 180 partidos con la selección de España
  -  Medalla de plata en el Campeonato de Europa de 1996
  -  Medalla de bronce en los Juegos Olímpicos de Atlanta 1996

## Palmarés clubes
- 2 subcampeonato Copa de Europa: 1995-96 y 2004-05
- 1 Supercopa de Europa: 1998-99
- 2 Copa del Rey:
- 2 Copa Asobal:
- 1 Supercopa de España: